# Protonisering
Protonisering er inden for kemi betegnelsen for en overførsel af en hydron (proton eller hydrogenion, H+) til et atom, et molekyle eller en ion. Ved overførsel af en hydron til et stof omdannes stoffet til sin korresponderende syre. Her er angivet nogle eksempler:
- Protonisering af vand ved hjælp af svovlsyre:

{\displaystyle {\rm {H_{2}SO_{4}+H_{2}O\rightleftharpoons HSO_{4}^{-}+H_{3}O^{+}}}}
- Protonisering af isobuten under dannelse af en carbokation:

{\displaystyle {\rm {(CH_{3})_{2}C=CH_{2}+HBF_{4}\rightleftharpoons (CH_{3})_{3}C^{+}+BF_{4}^{-}}}}
- Protonisering af ammoniak ved hjælp af hydrogenklorid under dannelse af ammoniumklorid:

{\displaystyle {\rm {NH_{3}(g)+HCl(g)\rightleftharpoons NH_{4}Cl(s)}}}
Protonisering er en fundamental kemisk reaktion og et trin i mange støkiometriske og katalytiske processer. Nogle ioner og molekyler kan undergå mere end én protonisering og kaldes da polybasiske, hvilket er tilfældet for mange biologiske makromolekyler. Protonisering og deprotonisering finder sted i de fleste syre-basereaktioner; de to begreber er centrale for de fleste teorier om syre-base-reaktioner. En Brønsted-syre er defineret som et kemisk stof, der kan protonisere andre stoffer (afgive H+). Ved protonisering af et stof øges stoffets masse og ladning med 1. Protonisering og deprotonisering af et molekyle eller en ion medfører en ændring af mange af molekylets eller ionens egenskaber: polaritet, reduktionspotential, optiske egenskaber mv. Protonisering er tillige et essentielt trin i visse analytiske metoder som f.eks. elektrospray-massespektrometri (ESI-MS).

## Protoniserings- og deprotoniseringshastighed
Protoniseringer sker typisk hurtigt, bl.a. fordi hydroner har høj mobilitet i mange opløsningsmidler. Hastigheden af en protonisering afhænger af hydrondonorens syrestyrke; en base protoniseres langsommere af en svag syre end af en stærk syre. Hastigheden af en protonisering eller deprotonisering kan især være langsom, når reaktionen medfører store strukturelle ændringer i et molekyle.

## Reversibilitet og katalyse
En protonisering er for det meste reversibel. I nogle tilfælde kan protonisering dog resultere i f.eks. irreversibel isomerisering. cis-Alkener kan omdannes til trans-alkener i tilstedeværelse af en katalytisk mængde af et protoniseringsreagens. Mange enzymer, f.eks. serinhydrolaserne, virker ved hjælp af mekanismer, der indebærer reversibel protonisering af substratet.